# Озеро Валентины
Озеро Валентины (Валентина) — озеро в Южно-Курильском районе Сахалинской области России, располагается на острове Кунашир. Площадь поверхности — 0,83 км², по другим данным — 0,7 км² или 0,84 км². Площадь водосборного бассейна — 19,2 км². Размеры озера — 1,7 на 0,5 км. Длина береговой линии — 6 км. Средняя глубина 7-8 м, максимальная достигает 18 м. Дно гравийное.
Находится в 5 км северо-восточнее мыса Лесистого на высоте 0,9 м над уровнем моря. Имеет лагунное происхождение. Окружено сопками, поросшими пихто-еловыми лесами. Через озеро протекает река Полынова.
В озере Валентины встречается занесённый в Красную книгу сахалинский таймень. Отмечается большая численность кунджи. Нерестятся горбуша и кета, в том числе кета озёрного экотипа.

## Данные водного реестра
По данным государственного водного реестра России относится к Амурскому бассейновому округу, речной бассейн — бассейны рек острова Сахалин, водохозяйственный участок — Курильские острова.
Код объекта в государственном водном реестре — 20050000311118300002702.